# Bin Bunluerit
Bin Bunluerit (en tailandés: บิณฑ์ บรรลือฤทธิ์, nacido el 27 de mayo de 1962) es un popular y exitoso actor y Director de cine tailandés.

## Biografía
Nacido el 27 de mayo de 1962, nació en la provincia de Chang Sa Kaeo, es conocido en su país como "Top". Se graduó de la Universidad de Ram Khamhaeng, con una Ciencia de gestión.

## Filmografía

### Realizar
- Kha Ma Kab Pra - 1984
- Sieng Khaen Dok Khoon - 1993
- Chorakhea Phee Sing - 1993
- Thab Thim Tone - 1985
- Pheng Sud Thai - 1985
- Ai Noo Phoo Thorn - 1985
- Khon Dee Thee Ban Dan - 1985
- Mon Rak Luk Thung - 1995
- Bang Rachan / Bang Rajan (บางระจัน) - 2000
- Kra Sue - 2002
- Phor Ta Ta Ting Nong - 2003
- Chang Puen Kaeo- 2003
- Yamada, la voie du samouraï  / Samurai Ayothaya (ซามูไร อโยธยา) - 2010
- Tas Rak Asoon - 2014
- Nai Thong Dee Fan Khaw - 2017

### Directo
- Punya Renoo - 2011